# Jo Sol
Jo Sol es un guionista y cineasta español.

## Biografía
Su carrera se inicia a inicios de los años 90 con la realización de creaciones audiovisuales para artistas y compañías de artes visuales y escénicas como La Fura dels Baus o Sol Picó, entre otras, así como documentales antropológicos en México, Cuba y la India. 
En 1998, regresa a Cataluña para dirigir el telefilm RENDA ANTIGA, con un guion propio y para el que dirige a Laia Marull y Marc Martínez.
Ese mismo año dirigió el cortometraje 0'7 YA!, presentado en diversos festivales internacionales.
En 2000, tuvo lugar el lanzamiento de su primer largometraje, Tatawo, con distribución nacional e internacional bajo el nombre TATOO BAR.
Entre 2001 y 2003, regresa a Asia, donde realiza una serie de videocreaciones que dan inicio al proyecto "NOS QUEDA LA NOCHE" presentado en diferentes universidades, en las que también dirige talleres de cine y producción de sentido. De particular interés son la Universidad de Kyungsung en Busan, Corea del Sur, la Universidad de Quebec en Montreal y la sede de la Unesco en La Habana, Cuba.
En 2005, dirigió la película El taxista ful con la que se consigue un muy considerable éxito de crítica, y obtiene una mención especial del jurado en el festival de cine de San Sebastián, así como el premio Jules Verne mejor película en el festival de Nantes. Se exhibe en festivales como Locarno, Bafici, Estambul, Roma…convirtiéndose en un film de referencia en términos de creación con un presupuesto reducido y una mirada situada. Es la primera producción de lo que Sol denomina "cine urgente", una corriente de creación audiovisual basada en producción de obras concebidas como instrumentos de pensamiento crítico. En su proceso de producción se prioriza el debate activo entre los participantes, el desarrollo de audaces estrategias narrativas y la superación de los condicionantes materiales propios del medio cinematográfico. 
En 2010, estrena el  documental de creación Fake orgasm coproducido por la prestigiosa productora independiente de NY, Christine Vachon, por el que obtuvo el premio Viznaga de plata Mejor Película en el Festival de Málaga y al Mejor Documental y el Premio del Público en el Festival Queer en Bangalore, así el premio al mejor sonido en el festival de documentales de Alcances. La película se proyectó en salas comerciales, se presentó en un gran número de festivales alrededor del mundo y se distribuyó en TV a nivel internacional, en cadenas como el Sundance Channel.
En 2012, escribió el guion del documental El somni dels germans Roca dirigido por Franc Aleu, artista visual con quien también colabora en impactantes creaciones transmedia.
En 2016, estrena el largometraje Vivir y otras ficciones en la Sección oficial del festival de San Sebastián. La película obtiene el Premio Antigone d’Or a la Mejor Película, el Premio a la Mejor Banda Sonora y el Premio Radio Nova en el Festival CINEMED en Montpellier, la Violette d’Or en el Festival Cinespaña y el Premio del Público en el Festival Abycine, así como sendos premios del jurado en el Festival de Nantes y el Festival de DDHH de Buenos Aires. Es seleccionado por treinta festivales internacionales , entre ellos el prestigioso ArteKino Festival dirigido por el director de la cadena Arte Oliviere Père.
En el año 2018 escribe, realiza y produce para televisión la serie sobre diversidades humanas titulada TRÈVOLS DE 4 FULLES, y prepara la producción de sendos proyectos de largometraje de ficción , y tiene prevista la conclusión de su proyecto de ensayo documental "NOS QUEDA LA NOCHE" sostenido durante casi dos décadas de producción, alrededor del mundo.
En 2020 estrena el largometraje ARMUGAN en el Festival de Tallin Black Nights, en el que recibe el Premio Especial del Jurado Ecuménico y el de la mejor Banda Sonora, así como el Jules Verne a la mejor película en el Festival de cine Español de Nantes.
En 2021 estrena el ensayo documental NOS QUEDA LA NOCHE y la exposición LA NOCHE INCANDESCENTE, que reúne este ensayo documental y una variedad de video creaciones vinculadas a la filosofía, así como el corto documental sobre el cine urgente que recoge su metodología y obra.

## Filmografía
- Nos queda la noche, 2021, director y guionista.
- Armugán, 2020, director y guionista.
- L’Illa de Buda, 2017, guion, en desarrollo.
- L’affaire Maldoror, 2017, guion y dirección en desarrollo.
- Vivir y otras ficciones, 2016, director y guionista.
- El Somni, 2013, documental, coguionista, montador.
- Fake orgasm, 2010, documental, guion y dirección.
- El taxista ful, 2005, guion y dirección.[1]

## Premios y distinciones
Festival Internacional de Cine de San Sebastián
| Año  | Categoría                     | Película       | Resultado |
| ---- | ----------------------------- | -------------- | --------- |
| 2005 | Premio TV5 - Mención especial | El taxista ful | Ganador   |

- Antigone d’Or a la mejor película Cinemed 2016
- JAM prix Cinemed 2016
- Radio Nova Prix Cinemd 2016
- Premio Jurado Joven Abycine 2016
- Premio Jurado Joven Festival Cine español de Nantes 2017
- Mención Especial del Jurado Festival DDHH de Buenos Aires 2017
- Mención Especial del Jurado Festival Queer Lisboa 2017
- Violette d’Or a la mejor película Cinespaña 2017
- Premio del Público Festival Cinehorizontes Marsella 2017
- Mención especial del Jurado Festival Cinehorizontes Marsella 2017
- Viznaga de plata a la Mejor Película en el Festival de Málaga
- Premio a la Mejor Película y Premio del público Queer Festival de Bangalore.
- Jules Verne Mejor Película en el Festival de Cine de Nantes.